# Zenithoptera fasciata
Zenithoptera fasciata là loài chuồn chuồn trong họ Libellulidae. Loài này được Linnaeus mô tả khoa học đầu tiên năm 1758.